# Konversationsanalyse
Die Konversationsanalyse, auch ethnomethodologische Konversationsanalyse, ist eine Forschungsrichtung, die sich mit der Analyse natürlicher Daten von Gesprächen und Interaktion befasst. Im deutschsprachigen Raum hat ihre Rezeption zu verschiedenen Ausprägungen der linguistischen Gesprächsanalyse beigetragen. Sie besitzt wissenschaftstheoretisch einen eigenständigen Standpunkt, indem sie konsequent voraussetzungsarme Techniken entwickelt hat. Die Konversationsanalyse ist verwandt mit anderen ethnomethodologisch orientierten Methoden wie Membership Categorization Analysis und der Analyse Mediendialogischer Netzwerke, mit denen sie häufig in Kombination eingesetzt wird.

## Vertreter
Prominente Vertreter der Konversationsanalyse sind zunächst ihre Begründer Harvey Sacks, Emanuel Schegloff und Gail Jefferson; im englischsprachigen Raum dürfen zudem Charles Goodwin, John Heritage, Anita Pomerantz oder Christian Heath dazugezählt werden. Im deutschsprachigen Raum wären etwa Peter Auer, Jörg Bergmann und Lorenza Mondada zu nennen, sowie Werner Kallmeyer und Fritz Schütze, die die Konversationsanalyse im deutschen Sprachraum bekannt machten.

## Entstehung und Entwicklung
Die Konversationsanalyse entstand in den 1960er Jahren im Kontext der ethnomethodologischen Soziologie in den USA. Die zwei ersten und disziplinprägenden Vertreter, Harvey Sacks und Emanuel Schegloff, waren beide Schüler von Harold Garfinkel, dem Begründer der Ethnomethodologie. Zusammen mit Gail Jefferson, die später dazustieß, zählen sie zu den Begründern der Forschungsrichtung, die als „Einlösung des ethnomethodologischen Forschungsprogramms am Gegenstand sprachlicher Interaktion“ gelten kann.
Das ursprüngliche Interesse der Konversationsanalyse galt der Analyse alltäglicher Gespräche (engl. conversation i.S. eines Alltagsgesprächs). Zu den grundlegenden forschungspraktischen Prinzipien der Konversationsanalyse gehört, dass sie aufgezeichnete Daten zunächst transkribiert und dann die Transkripte analysiert. Insofern kam die etwa zeitgleiche technologische Entwicklung von tragbaren Bandrekordern der Entwicklung der Disziplin sehr gelegen. Seit den 1980er Jahren erfährt die Disziplin im Kontext der sogenannten Workplace Studies eine Ausweitung des Forschungsinteresses von Alltags- auf institutionelle und professionelle Gesprächssituationen.
Etwa zeitgleich wurde der Analysegegenstand von Sprache, die mittels Audiorekorder aufgezeichnet wurde, auf Sprache in Interaktion (talk in interaction) erweitert, was mitunter auf die neuen technischen Möglichkeiten audiovisueller Aufnahmen mittels Videorekorder zurückzuführen ist. Eine Vorreiterrolle in diesem Zusammenhang spielten Charles Goodwins Arbeiten.

### Rezeption und Entwicklungen im deutschsprachigen Raum
Die Rezeption in der deutschsprachigen Linguistik erfolgte in der zweiten Hälfte der 1970er Jahre; als ihr Startpunkt darf der Aufsatz von Kallmeyer und Schütze 1976 gelten. In der Linguistik trug die Rezeption der Konversationsanalyse maßgeblich zur Herausbildung zahlreicher Ansätze zur Erforschung von gesprochener Sprache bei.
Seit den 1990er Jahren entwickelte sich im Umfeld soziolinguistischer Forscher eine auf konversationsanalytischer Mentalität und konversationsanalytischen Prinzipien basierende „multimodale Interaktionsanalyse“, die sich nicht nur mit den linguistischen Aspekten von Interaktion, sondern mit ihrer multimodalen Konstitution befasst. Zu den prominenten Vertretern dieser Forschungsrichtungen zählen Reinhold Schmitt, Lorenza Mondada oder Heiko Hausendorf. Eine stärker auf die linguistischen Aspekte von Interaktion bedachte Forschungsrichtung ist die „interaktionale Linguistik“ wie sie Margret Selting und Elisabeth Couper-Kuhlen vorgeschlagen haben.
Die ursprünglich aus der Soziologie stammende Forschungsrichtung wurde aber auch in der deutschsprachigen Soziologie rezipiert. Hier darf Jörg Bergmann als früher und prominenter Vertreter gelten. Zudem wird die Konversationsanalyse im Bereich der qualitativ arbeitenden Psychoanalyse eingesetzt, wobei Jürgen Streeck als früher Vertreter gelten kann.

## Gegenstandsbereich
In der Konversationsanalyse werden unter anderem Alltagsgespräche im Hinblick auf Regeln und Verfahren untersucht, mit denen die Kommunikationspartner ihre Interaktion praktisch gestalten. Auch Gespräche am Arbeitsplatz oder in Krisensituationen werden untersucht. Es steht immer das „Wie“ des lokalen Verhaltens im Vordergrund: wie haben die Teilnehmer das gemacht? Was ist dann genau passiert? Die zu untersuchenden Gespräche werden sehr detailliert transkribiert und besonders in Hinblick auf ihren sequentiellen Charakter, das heißt als aufeinander folgende Äußerungen untersucht. Auch zeitliche Überlappungen, das interaktive Aushandeln von Rederechten und mikrokommunikative Einheiten (Verzögerungen, Partikel wie äh oder jaja) stehen im engen Interesse.

## Forschungspraktisches Vorgehen
Die Konversationsanalyse stellt zwei grundlegende Anforderungen an das empirische Arbeiten. Dazu gehört erstens, dass die Daten aus sogenannt 'natürlichen' Interaktionssituationen stammen, das heißt, dass sie nicht zum Zwecke der Forschung, z. B. in Experimenten, elizitiert werden. Zweitens müssen die Daten so präzise wie für die Analyse nötig transkribiert werden. Im deutschsprachigen Raum werden verschiedene Transkriptionssysteme angewendet, insbesondere HIAT, GAT bzw. GAT2; aber auch die Jefferson'schen Konventionen werden benutzt. Für die Transkription audiovisueller Daten gibt es inzwischen eigens dafür entwickelte Software wie beispielsweise ELAN, EXMARaLDA oder FOLKER.

## Grundlegende Organisationsprinzipien von Gesprächen

### Sprecherwechsel
Der Sprecherwechsel (engl. turn taking) lässt sich als einfache Systematik des Gesprächs beschreiben. Der Mechanismus setzt sich aus der Konstruktion eines Redebeitrags (Turn) sowie der Verteilung des Rederechts zusammen.
Turns werden im Gespräch interaktiv hergestellt. Am Ende eines Turns folgt die redeübergaberelevante Stelle (transition relevance place (TRP)), an der ein Sprecherwechsel möglich wird. Im Gegensatz zu Alltagsgesprächen können Gespräche in institutionellen Kontexten eine klar definierte Sprecherzuteilung besitzen (z. B. in der Schule).

### Paarsequenzen
Als zeitliche Struktur, d. h. die geordnete zeitliche Abfolge von Äußerungen, ist Sequenzialität ein grundlegendes Ordnungsprinzip jeder Interaktion. Sequenzialität erschließt sich über die analytischen Fragen what's next? und why that now?.
Paarsequenzen (engl. adjacency pairs) sind der Grundtypus aller Äußerungspaare und wurden zuerst von Sacks und Schegloff beschrieben. Sie bestehen aus zwei Turns, die im Normalfall unmittelbar aufeinander folgen und von verschiedenen Beteiligten geäußert werden. Sie stehen in einer pragmatischen Beziehung zueinander. Prototypische Beispiele von Paarsequenzen sind Frage/Antwort oder Gruß/Gegengruß.
Auch komplexe Gesprächssequenzen sind strukturell auf eine Basis-Paarsequenz zurückzuführen, die an unterschiedlichen Stellen erweitert wurde (Sequenzerweiterung). So können Paarsequenzen vor (pre-expansion), nach (post-expansion) oder zwischen (insert-expansion) den beiden Grundbestandteilen erweitert werden. Dabei stellen Einschubsequenzen eine Ressource dar, um auf die konditionelle Relevanz des ersten Paarsequenzteils zu reagieren und den erwartbaren zweiten Teil aufzuschieben. Prä-Sequenzen erweitern Paarsequenzen vorgängig, meist um die Produktion eines dispräferierten zweiten Teils prospektiv zu vermeiden. Auf diese Weise lässt sich abklären, ob die Bedingungen für eine präferierte Antwort erfüllt sind. Darüber hinaus kann es zu sogenannten PrePre (preliminaries to preliminaries) kommen, die den Prä-Sequenzen vorangehen und meist die Form metadiskursiver Äußerungen haben und nachfolgende Handlungen ankündigen.

### Lokale Kohärenz
Das Prinzip der lokalen Kohärenz besagt, „dass Äußerungen sich normalerweise auf das beziehen, was ihnen im Gespräch unmittelbar vorausgeht“. Wo dieses Prinzip nicht gilt, gibt es Verfahren, um sequenzielle Diskontinuität zu markieren. Die Verbindung zwischen Äußerungen ist zugleich prospektiv (baut Erwartungen für den nächsten Turn auf) und retrospektiv (schließt an den vorhergehenden Turn an). Das heißt, mit ihrem Anschluss zeigen die Beteiligten einerseits an, wie sie den vorangegangenen Turn verstanden haben, andererseits bauen sie mit ihrer Äußerungen normative Erwartungen für adäquate Anschlüsse auf, die als „konditionelle Relevanz“ (conditional relevance) bzw. sequentielle Implikationen (sequential implicativeness) bezeichnet werden.

### Präferenzstrukturen
Der Begriff der Präferenz dient in der Konversationsanalyse der Beschreibung möglicher Optionen bei alternativen Möglichkeiten im zweiten Teil der Paarsequenz. Präferenz ist dabei strukturell (und nicht normativ) zu verstehen und verweist auf das beobachtbare kommunikative Verhalten. Die präferierte Form ist dann jene die unmarkiert ist, d. h. die unmittelbar anschließt; die dispräferierte Form ist demgegenüber markiert, was sich z. B. im Gebrauch von Verzögerungselementen manifestiert. Die Teilnehmer stellen durch die Gestaltung eine Antwort als präferiert oder dispräferiert dar, wobei sie die Präferenzstruktur als Ressource für eine kommunikative Aufgabe benutzen.

### Reparaturen
Reparaturen gelten als charakteristisches Phänomen spontan gesprochener Sprache. Gemäß der Analyse-Mentalität der Konversationsanalyse ist als Reparatur nur das anzusehen, was von den Beteiligten selbst als reparaturwürdig behandelt wird. Grundsätzlich zeigt sich in Gesprächen die Präferenz, eine Störung schnellstmöglich zu reparieren. Dies kann im selben Turnus, im folgenden oder im übernächsten geschehen.
Aus der Sicht der Konversationsanalyse ist dabei nicht der einzelne Versprecher, sondern die gesamte Reparatur-Sequenz von Interesse: Sie besteht aus den Elementen Störung, Identifikation der Störung, Reparatur, Ratifizierung der Reparatur. Konstitutive Elemente sind die (1) Störungsquelle (trouble source), die darauf folgenden (2) Initiierung der Reparatur, mit der die Störungsquelle retrospektiv als solche definiert wird, die anschließende (3) Durchführung der Reparatur und die abschließende (4) Ratifizierung und Bewertung der Reparatur. Eine Reparatur kann auf vier mögliche Arten geschehen: Abhängig davon, von wem die Reparatur ausgeht, d. h. initiiert wird, und wer sie durchführt, kommt es zur
- selbst-initiierten Selbstreparatur,
- fremd-initiierten Selbstreparatur,
- selbst-initiierten Fremdreparatur oder
- fremd-initiierten Fremdreparatur.[14]

### Grundlagentexte
- Sacks, Harvey, E. Schegloff, und G. Jefferson: „A simplest systematics for the organisation of turn-taking in conversation“, in: Language. 50 (4), 1974, S. 696–735.
- Sacks, Harvey: On doing „being ordinary“. In: John Atkinson und John Heritage (Hg.): Structures of social action. Studies in conversational analysis. (= Studies in emotion and social interaction) Cambridge University Press, Cambridge UK 1984, S. 413–440.

### Handbücher / Lexika
- Sidnell, Jack/Stivers, Tanya (Hg.): The handbook of conversation analysis. Wiley-Blackwell, Chichester 2013. (Blackwell handbooks in linguistics) ISBN 978-1-118-32500-1.

### Handbuchartikel
- Kallmeyer, Werner: Konversationsanalytische Beschreibung. In: Ammon, Ulrich et al. (Hg.): Sociolinguistics Vol.II. de Gruyter, Berlin 1988, ISBN 3-11-011645-6, S. 1095–1108
- Jörg Bergmann: Ethnomethodologische Konversationsanalyse. In: Gerd Fritz und Franz Hundsnurscher (Hg.): Handbuch der Dialoganalyse. Niemeyer, Tübingen 1994, S. 3–16.
- Thomas Samuel Eberle: Ethnomethodologische Konversationsanalyse. In: Ronald Hitzler und Anne Honer (Hrsg.). Sozialwissenschaftliche Hermeneutik. Eine Einführung. Leske und Budrich, Opladen 1997, ISBN 3-8100-1455-9 (Uni-Taschenbücher. Sozialwissenschaften. 1885), S. 245–279.
- Jörg Bergmann: Das Konzept der Konversationsanalyse. In: Klaus Brinker et al. (Hrsg.). Text- und Gesprächslinguistik. Ein internationales Handbuch zeitgenössischer Forschung. 2. Halbband: Gesprächslinguistik  / Linguistics of Text and Conversation. An International Handbook of Contemporary Research. Volume 2: Conversation Linguistics. (Handbücher zur Sprach- und Kommunikationswissenschaft. 16). De Gruyter, Berlin 2001, ISBN 978-3-11-016918-8, S. 919–927.
- Thomas Samuel Eberle: Ethnomethodologie und Konversationsanalyse. In: Rainer Schützeichel (Hrsg.). Handbuch Wissenssoziologie und Wissensforschung. UVK Verlagsgesellschaft, Konstanz 2007, ISBN 3-89669-551-7 (Erfahrung, Wissen, Imagination. 15), S. 139–160.

### Einführungen / Überblicksdarstellungen
- Kallmeyer W./Schütze F. 1976. „Konversationsanalyse“, in: Studium Linguistik. 1, S. 1–28.
- Atkinson, J. Maxwell und John Heritage: Structures of Social Action. Studies in Conversation Analysis. Cambridge University Press, Cambridge/UK 1984, ISBN 0-521-31862-9.
- Bergmann, Jörg: Ethnomethodologie und Konversationsanalyse. Kurseinheiten 1-3 der Fernuniversität Hagen. Fernuniversität, Hagen 1988.
- Deppermann, Arnulf: Gespräche analysieren. Qualitative Sozialforschung, Bd. 3. Opladen 2001.
- Have, Paul ten: Doing conversation analysis. 2. überarb. Auflage. SAGE, London 2007.
- Gülich, Elisabeth/Mondada, Lorenza: Konversationsanalyse. Eine Einführung am Beispiel des Französischen. Niemeyer, Tübingen 2008 (= Romanistische Arbeitshefte 52). ISBN 978-3-484-54053-8.
- Hutchby, Ian/Wooffitt, Robin: Conversation analysis. 2. Auflage. Polity Press, Cambridge 2009.

### Thematische Einzeldarstellungen
- Auer, Peter. 1993. „Über ↶“, in: Zeitschrift für Literaturwissenschaft und Linguistik. 90/91, Sonderheft Materiale Bedingungen der Sprachwissenschaft, S. 104–138.
- Levinson, Stephen C. 2001. „Konversationsstruktur“, in: Pragmatik. 3. Auflage, neu übersetzt von Martina Wiese, Tübingen, S. 309–404.
- Böhringer, Daniela/Karl, Ute/Müller, Hermann/Schröer, Wolfgang/Wolff, Stephan: Den Fall bearbeitbar halten. Gespräche mit jungen Menschen. Rekonstruktive Forschung in der Sozialen Arbeit, Bd. 13. Opladen 2012, ISBN 978-3-86649-451-0.